# Barrage d'Alfeld
Pour les articles homonymes, voir Alfeld.
Le barrage d'Alfeld est un barrage situé dans le Haut-Rhin. L'aménagement est constitué de deux ouvrages, le grand mur sur la rive gauche et le petit mur, séparé par un rocher. Le lac formé par le barrage est le lac d'Alfeld.

## Histoire

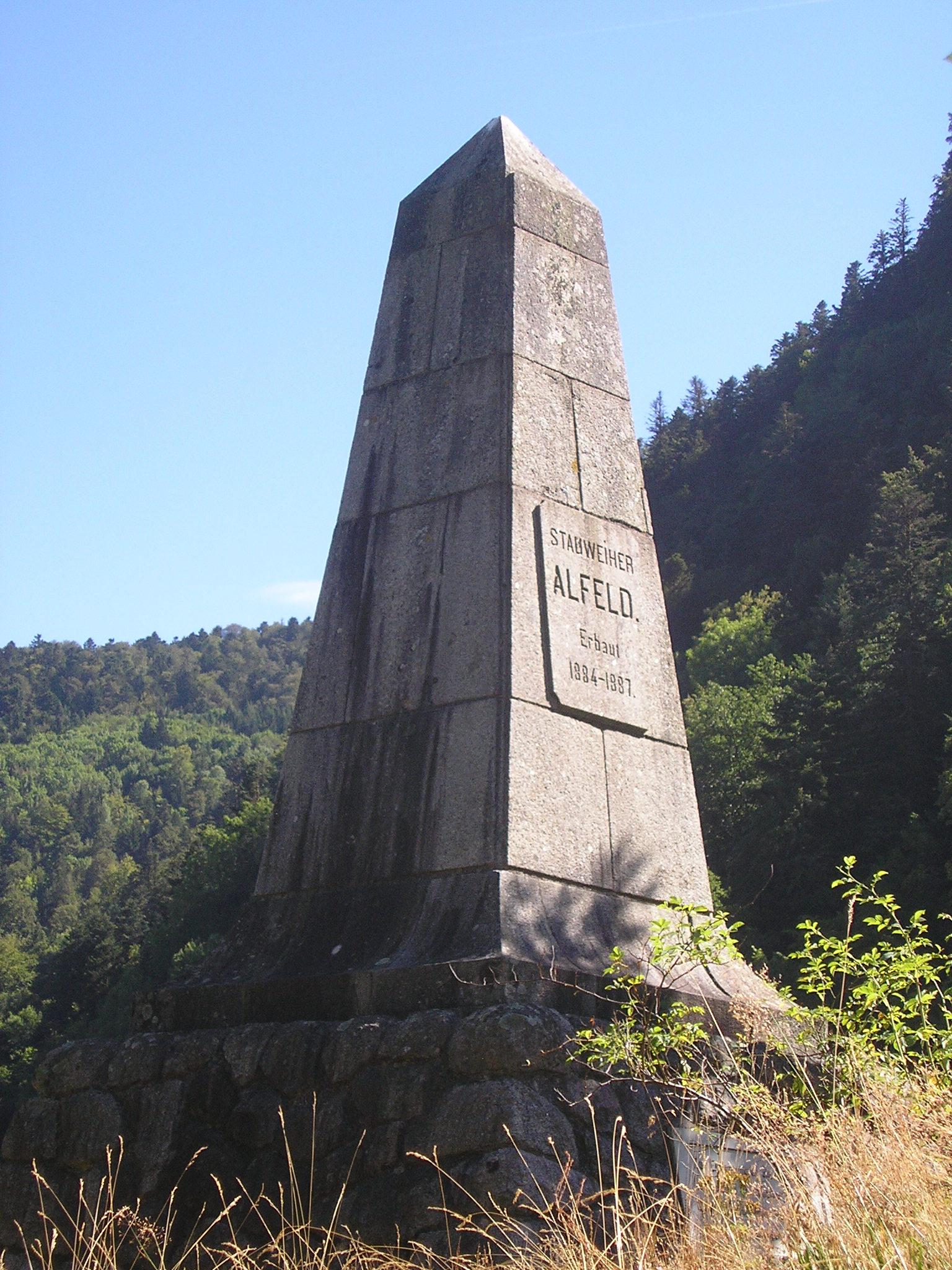
Stèle du barrage d'Alfeld

Afin de faire remonter le niveau du lac, un barrage fut construit entre 1883 et 1887. 
Le barrage, long de 300 mètres et haut de 22 mètres, est construit de 1883 à 1887, alors que l'Alsace était rattachée à l'Allemagne. Salué comme une prouesse technique, il est inauguré le 10 juillet 1888 en présence de l'empereur Guillaume II[réf. souhaitée]. Une stèle commémore l'événement.
Il a été conforté par un remblai aval en 1895.

## Description
Le grand mur
- 23 m de hauteur
- 255 m de longueur à la crête

Le petit mur
- 12 m de hauteur
- 74 m de longueur à la crête

À l'origine, le barrage était constitué seulement d'un mur en maçonnerie, mais le poids de ce dernier était insuffisant pour retenir toute la poussée de l'eau. Par la suite, un remblai a été mis en place pour soutenir le mur d'origine.
La fonctionnalité de ce barrage est de limiter les crues en hiver et apporte un débit minimum en été et il a été bâti pendant la période d'occupation allemande de l'Alsace-Lorraine (1870-1914).
Il est géré par le département.

Plan du site du barrage
Plan de coupe du grand mur